# Asterix & Obelix - Il regno di mezzo
Asterix & Obelix - Il regno di mezzo (Astérix et Obélix: l'Empire du Milieu) è un film del 2023 diretto da Guillaume Canet.
È il quinto film in live action ispirato ai fumetti di René Goscinny e Albert Uderzo.
La pellicola, con protagonisti Guillaume Canet e Gilles Lellouche rispettivamente nei ruoli di Asterix e Obelix, è la prima della saga cinematografica a non essere basata su nessuno dei fumetti di Asterix e in cui non è presente Gérard Depardieu nei panni di Obelix.

## Trama
Ambientato intorno al 50 a.C., il film vede i due Galli Asterix e Obelix impegnati a rispondere alla richiesta di aiuto della principessa Fu Yi, l'unica figlia dell'imperatrice della Cina, che è stata imprigionata a causa di un colpo di stato del principe traditore Deng Tsin Quin ma che, grazie all'aiuto del mercante fenicio Graindemaïs e della guerriera Gan Cho, è riuscita a fuggire dalla prigionia e a raggiungere la Gallia, dove sapeva risiedere guerrieri dalla forza sovrumana.
I due Galli accettano di aiutare la giovane principessa a salvare la sua famiglia e a liberare il suo impero, ma mentre sono in viaggio scoprono che Giulio Cesare, assetato di nuove conquiste e affiancato dal suo nuovo e pericoloso generale Caius Antivirus, ha già preso il controllo della Cina.

## Personaggi e interpreti
Nel film compaiono i seguenti personaggi:
- Asterix (Guillaume Canet): campione del villaggio dei Galli, grazie all'uso di una pozione magica che gli conferisce una forza sovrumana. Vuole mangiare meno carne e più verdure ed è innamorato della principessa Fu Yi.
- Obelix (Gilles Lellouche): scultore di Menhir e migliore amico di Asterix. Da bambino è caduto nel paiolo della pozione magica, bevendone talmente tanta da renderne gli effetti permanenti. S'innamorerà di Gan Cho.
- Idefix: cagnolino di Obelix, è molto leale al suo padrone. Dotato di un fiuto finissimo, adora dare la caccia ai cinghiali. Altre sue passioni sono gli alberi e mordere i Romani che sconfinano nella foresta del Villaggio.
- Falbalà (Angèle): bella del Villaggio dei Galli. Obelix è da sempre innamorato di lei, ma non è mai stato ricambiato.
- Cacofonix (Philippe Katerine): bardo del Villaggio dei Galli, malgrado sia convinto di essere un gran talento è invece estremamente stonato e perciò costantemente zittito da chiunque gli sia vicino.
- Giulio Cesare (Vincent Cassel): dittatore di Roma e conquistatore della Gallia, sogna da sempre di sottomettere il villaggio di Asterix e Obelix, l'unico di tutta la Gallia che ancora gli resiste. Offeso dalle insinuazioni di Cleopatra, decide di espandere la sua gloria conquistando la Cina.
- Cleopatra (Marion Cotillard): Regina d'Egitto e amante di Cesare. Nota per la sua bellezza e il suo pessimo carattere.
- Caius Antivirus (Zlatan Ibrahimović): generale romano, a capo dell'esercito romano inviato alla conquista della Cina.
- Fu Yi (Julie Chen): principessa cinese e unica figlia dell'imperatrice della Cina. Fuggita dopo un colpo di Stato, desidera che i Galli l'aiutino a liberare la sua famiglia e il suo regno.
- Deng Tsin Quin (Bun-hay Mean): principe cinese, ha usurpato il trono alla madre di Fu Yi per poi imprigionare l'intera famiglia imperiale.
- Maidiremais (Jonathan Cohen): mercante fenicio. Innamorato della principessa Fu Yi, la aiuta a fuggire dalla Cina e a raggiungere la Gallia. Si è dovuto tingere i capelli di biondo per passare per Gallo.
- Gan Cho (Leanna Chea): guerriera e guardia del corpo della principessa, dura e inflessibile.
- Principe du Deng (Tran Vu Tran): principe cinese.
- L'Imperatrice (Phạm Linh Đan): l'imperatrice della Cina, madre di Fu Yi.

## Produzione
Nel 2016, dopo le reazioni miste di critica e pubblico agli ultimi due live action del franchise (Asterix alle Olimpiadi e Asterix & Obelix al servizio di Sua Maestà), Anne Goscinny, figlia del creatore dell'originale serie a fumetti "Asterix" René Goscinny, dichiarò che a suo parere il franchise aveva bisogno di essere svecchiato con nuove idee e un nuovo cast.
Inizialmente, si parlò della possibilità di adattare per il grande schermo l'albo Asterix in Corsica, ma nel 2017 venne invece annunciato un nuovo film non basato su alcun fumetto e ambientato in Cina, programmato per iniziare le riprese nel 2020.
Nell'ottobre 2019, vengono annunciati il regista e i due nuovi attori per i ruoli di Asterix e Obelix. Gérard Depardieu, che aveva interpretato Obelix in tutti i quattro live action precedenti, ha detto di non essere deluso dalla sostituzione. Venne anche annunciata una visita in Cina insieme al presidente Emmanuel Macron per ottenere il permesso per le riprese in loco e per negoziare un accordo di finanziamento, produzione e distribuzione. Il titolo provvisorio del progetto venne annunciato come Asterix & Obelix: The Silk Road.
Nel 2020, le riprese programmate vennero sospese a causa dell'epidemia COVID-19 e a fine anno venne annunciato che, per "ragioni politiche", le riprese in Cina erano state annullate.
Le riprese cominciarono infine nel 2021, e il film è stato girato in località francesi e marocchine. Il 6 agosto 2021, venne annunciato che il film era stato completato dopo 17 settimane di riprese.

### Budget
Per il film è stato stanziato un budget di 72,4 milioni di dollari (pari a 65 milioni di euro, il che lo rende il secondo film più costoso del franchise dopo Asterix alle Olimpiadi e uno dei più costosi mai prodotti in Francia) ed è coprodotto da Pathé, Les Enfants Terribles e Tresor Films.

## Promozione
Il primo trailer completo è stato pubblicato il 5 gennaio 2023.

## Distribuzione
Date di uscita internazionali:
- Francia: 1 febbraio 2023[23]
- Canada: 1 febbraio 2023
- Belgio: 1 febbraio 2023
- Italia: 2 febbraio 2023[4]
- Grecia: 2 febbraio 2023
- Ungheria: 2 febbraio 2023
- Spagna: 3 febbraio 2023
- Danimarca: 9 febbraio 2023
- Polonia: 10 febbraio 2023
- Svezia: 10 febbraio 2023
- Paesi Bassi: 15 febbraio 2023
- Norvegia: 17 febbraio 2023
- Turchia: 24 febbraio 2023
- Islanda: 3 marzo 2023
- Finlandia: 10 marzo 2023
- Portogallo: 6 aprile 2023
- Germania: 18 maggio 2023

È inoltre prevista l'uscita durante l'anno negli Stati Uniti, in Russia, Messico, Giappone, India, Regno Unito, Brasile e Australia.

## Accoglienza

### Incassi
Durante il suo primo giorno nelle sale francesi, il film ha attirato circa 466.000 spettatori, il miglior esordio per un film francese in patria da 10 anni.

### Critica
Il film è stato per lo più bocciato dalla critica specializzata francese, con un punteggio medio di 2,4/5 sul sito AlloCiné, mentre il punteggio della critica non specializzata scende all'1,7/5 dopo circa una settimana di proiezione.
È stata ampiamente criticata la sceneggiatura, il ritmo e le battute, ritenute banali, poco divertenti, e, in alcuni casi, offensive e/o stereopatizzanti, così come la rappresentazione della cultura cinese, e gli effetti speciali sono stati giudicati scadenti. Per quanto riguarda la recitazione, malgrado il cast di pregio è stato sottolineata la mancanza di chimica nelle interazioni del duo Asterix-Obelix e il "disagio" di Vincent Cassel nel ruolo di Cesare. Alcune recensioni hanno anche ironizzato sull'elevatissimo budget del film.
Alcuni hanno tuttavia dato anche recensioni più neutrali, e hanno lodato la performance di Gilles Lellouche come Obelix.